# بولفارد سان ميشيل (باريس)

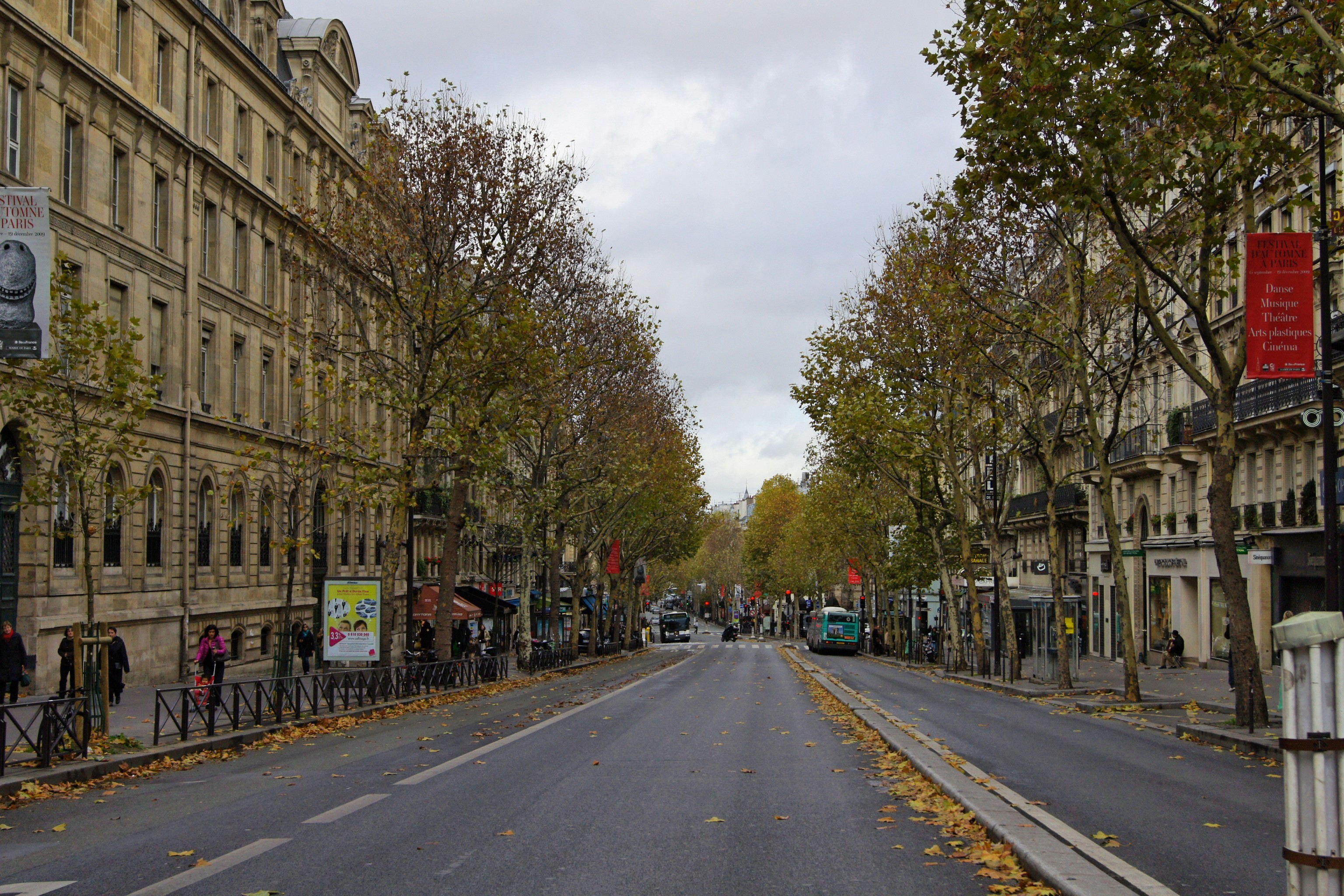
بولفارد سان ميشيل

بولفارد سان ميشيل بالفرنسية (Boulevard Saint-Michel) هو بولفار في باريس، يقع بين دائرتين من دوائر باريس وهما الدائرة الخامسة في باريس والدائرة السادسة في باريس، ويمتد من جسر سانت ميشيل إلى شارع المرصد. ومن المعروف بالعامية باسم «بولميش» "Boul'Mich" كنوع من تسمية علمانية من قبل الطلاب لمعلم ذو اسم ديني.
يعتبر كأحد المعالم السياحية والمواقع الأثرية في باريس.

## التاريخ

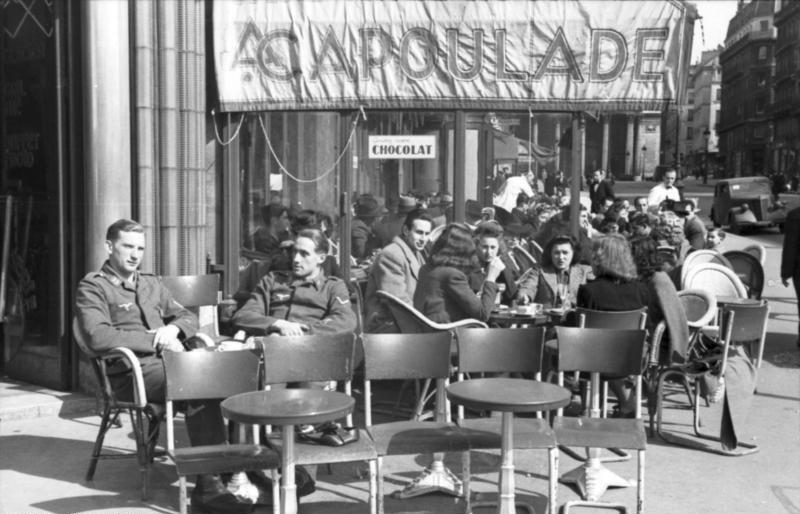
جنود ألمان في شارع سان ميشيل في عام 1943

تم حفربولفارد سان ميشيل في زمن البارون هوسمان في القرن التاسع عشر موازياً لشارع سان جاك الذي يصادف محور الشمال والجنوب التاريخي. وافتتح على مرحلتين، في البداية في عام 1855 من مكان سانت ميشيل إلى شارع كوجا "Cujas" ثم في عام 1859 إلى ما بعد. وقد سبب اختفاء جزئي أو كامل لعدد من الشوارع القائمة، مثل ماكون شارع الدمية أو البوبي وشارع سانت أندريه.